# Selección de Canoas
La Selección de Canoas es un club de fútbol localizado en la ciudad de Alajuela, Costa Rica.

## Uniforme
- Uniforme titular:  Camiseta negra, pantalón y medias negras.
- Uniforme alternativo: Camiseta anaranjada, pantalón negro y medias negras.

### Plantilla 2013-2014
- = Lesionado de larga duración
- = Capitán